# Ceriporia citrina
Ceriporia citrina är en svampart som beskrevs av M. Mata & Ryvarden 2010. Ceriporia citrina ingår i släktet Ceriporia och familjen Phanerochaetaceae.   Inga underarter finns listade i Catalogue of Life.